# Pittsburg (Alabama)
Pour les articles homonymes, voir Pittsburg.
Pittsburg est une communauté située dans le comté de Lawrence en Alabama, un État du sud des États-Unis.

## Source et ressources
- (en) Cet article est partiellement ou en totalité issu de l’article de Wikipédia en anglais intitulé « Pittsburg, Alabama » (voir la liste des auteurs).
- Ressource relative à la géographie :   - Geographic Names Information System